# أبناء القلعة (مسلسل)
أبناء القلعة مسلسل من إنتاج الأردن عرض بتاريخ 1 يناير 2018 وشارك فية 53 ممثل وممثلة من جميع انحاء الوطن العربي.

## قصة المسلسل
تدور أحداث المسلسل حول رواية جريئة تحاكي صورة واقعية عن نشوء مدينة عمّان الحديثة التي تشكلت كمدينة من مجتمعات متنوعة واكتسبت هويتها من كافة الأصول والمنابت من أردنيين وفلسطينيين وسوريين وشركس بين أربعينيات القرن الماضي وحتى يونيو 1967، تدور أحداث القصة في مدينة عمان التي تشكل الرحم الذي يحوي عشرات التوائم من المجموعات البشرية القاطنة فيه على تعدد انتماءاتها ومنابتها الأولى، ينطلق العمل من هذه الروح العمانية الجديدة والهوية الجديدة التي صقلت هذه الناس جميعاً من عراقيين وحجازيين وشوام وبدو وفلاحين وأبناء المحافظات وفلسطينيين وشركس وشيشان، وأصبحت الهوية الأردنية الحديثة في هذا المكان تشملهم جميعاً، كما يقدم العمل، ولأول مرة نمط حياة لشراكسة، من خلال عائلة شمس الدين الشركسية التي ترتبط بعلاقة نسب مع عائلة إبراهيم الفلسطيني الذي تزوج ابنة شمس الدين وأنجب منها طفلين هما فارس ونايف، وتبدأ الأحداث بحادث سير يودي بحياة إبراهيم وزوجته، وانتقال الطفلين إلى كنف جدهما الشركسي شمس الدين.

## الممثلين والشخصيات
| اسم الممثل      | اسم الشخصية في المسلسل | البلد  |
| --------------- | ---------------------- | ------ |
| ساري الأسعد     | منعش                   | الأردن |
| محمد خير الجراح | أبو عبدو               | سوريا  |
| رنا جمول        | أم عبدو                | سوريا  |
| رشيد ملحس       | أنور بيك               | الأردن |
| ريم اللو        | كاملة                  | فلسطين |
| جيانا رواشدة    | دعاء                   | الأردن |
| إبراهيم نوابنة  | عدنان                  | الأردن |
| دانة جبر        | نجاح                   | سوريا  |
| محمد المجالي    | منصور                  | الأردن |
| سميرة الأسير    | أم برجس                | الأردن |
| أيمن عضايلة     | برجس                   | الأردن |
| نادرة عمران     | بهية                   | الأردن |
| مديحة كنيفاتي   | فوزية                  | سوريا  |
| عمر حلمي        | فخري                   | الأردن |
| منذر خليل       | فارس                   | الأردن |
| بشار نجم        | نايف                   | الأردن |
| نبيل كوني       | خالد                   | الأردن |
| غريس قبيلي      | نهى                    | سوريا  |
| محمود الأطرش    | مالك                   | سوريا  |
| خالد القيش      | عواد                   | سوريا  |
| لمى ناصر        | مريم                   | لبنان  |
| عاكف نجم        | أبو وداد               | الأردن |
| رسمية خميس      | أم وداد                | الأردن |
| ماريا رحماني    | وداد                   | سوريا  |
| ربيع زيتون      | أبو أحمد               | الأردن |
| حسناء سيف الدين | مديحة                  | مصر    |
| صوفيا الأسير    | سمورة                  | الأردن |
| ياسر المصري     | الشيخ نهار             | الأردن |
| أحمد سرور       | عمران                  | الأردن |
| تحسين خوالده    | حران                   | الأردن |
| يزن السيد       | أنطوان                 | سوريا  |
| جورج قبيلي      | لطفي                   | سوريا  |
| عدي حجازي       | محارب                  | الأردن |
| محمد الجيزاوي   | رائد                   | الأردن |
| معتز اللبدي     | رداد                   | الأردن |
| ديمة الحايك     | فاتن                   | سوريا  |
| رنيم الداوود    | نور                    | الأردن |
| رنا أبو غالي    | حكمت                   | الأردن |
| عبدالرحمن بركات | أبو وديع               | الأردن |
| مدين مصطفى      | أبو مصلح               | الأردن |
| محمد عبد الكريم | المحقق                 | الأردن |
| بندر السواعير   | جميل                   | الأردن |
| جلال رشدي       | صاحب الفرن             | الأردن |
| سعد الدين لافي  | المحامي                | الأردن |
| أيمن شلهوب      | حودة                   | الأردن |
| خالد الغانم     | جابر                   | الأردن |
| غسان أبو صفية   | مدير البنك             | الأردن |
| شاكر جابر       | سلامة                  | الأردن |
| أميرة سمير      | نسرين                  | الأردن |
| نبيل الشوملي    | الطبيب                 | الأردن |
| أريج دبابنة     | منيرة                  | الأردن |
| عبير اللحام     |                        | الأردن |
| ليث الجندي      |                        | الأردن |

## طاقم العمل
- الإمارات العربية المتحدة تلفزيون أبو ظبي (منتج)
- الأردن أي سي ميديا برودكشن (منتج)
- الأردن إياد الخزوز (منتج منفذ)
- الأردن ياسر فهمي (منتج منفذ ومنتج فني)
- سوريا الهادي قرنيط (مدير إدارة الإنتاج)
- الأردن بيسان رضوان (تصميم الأزياء)
- سوريا بشرى حاجو (تصميم الماكياج)
- سوريا داني غنام (مخرج منفذ في أبو ظبي)
- لبنان عبد الله قبيلي (مساعد مخرج)
- مصر لمياء الشاذلي (سكريبت)
- الأردن ياسر فهمي (كلمات وألحان وغناء المقدمة)
- الأردن وليد الهشيم (الموسيقى التصويرية)
- الأردن سائد الهشيم (مساهمة موسيقية)
- الأردن عادل عوني (مهندس ديكور الاستديو)
- الأردن مشعل الحديد (مشرف الصوت في عمّان)
- سوريا سومر طالب (مشرف الصوت في أبو ظبي)
- الأردن سائد الهشيم (مكساج)
- سوريا خالد وليد حلمي (مونتير)
- الأردن محمد البطوش (معالجة درامية)